# Brunettia biformis
Brunettia biformis és una espècie d'insecte dípter pertanyent a la família dels psicòdids.
Es troba a la Samoa Nord-americana (hi és el psicòdid més comú) i també a les illes de Palau, Fiji, Guam, les illes Marshall, i en d'altres indrets de la Micronèsia i de la Polinèsia, incloses les illes Cook.